# Regular Reserve
 (mars 2025).
La mise en forme du texte ne suit pas les recommandations de Wikipédia : il faut le « wikifier ».
Les points d'amélioration suivants sont les cas les plus fréquents. Le détail des points à revoir est peut-être précisé sur la page de discussion.
- Les titres sont pré-formatés par le logiciel. Ils ne sont ni en capitales, ni en gras.
- Le texte ne doit pas être écrit en capitales (les noms de famille non plus), ni en gras, ni en italique, ni en « petit »…
- Le gras n'est utilisé que pour surligner le titre de l'article dans l'introduction, une seule fois.
- L'italique est rarement utilisé : mots en langue étrangère, titres d'œuvres, noms de bateaux, etc.
- Les citations ne sont pas en italique mais en corps de texte normal. Elles sont entourées par des guillemets français : « et ».
- Les listes à puces sont à éviter, des paragraphes rédigés étant largement préférés. Les tableaux sont à réserver à la présentation de données structurées (résultats, etc.).
- Les appels de note de bas de page (petits chiffres en exposant, introduits par l'outil «  Source ») sont à placer entre la fin de phrase et le point final[comme ça].
- Les liens internes (vers d'autres articles de Wikipédia) sont à choisir avec parcimonie. Créez des liens vers des articles approfondissant le sujet. Les termes génériques sans rapport avec le sujet sont à éviter, ainsi que les répétitions de liens vers un même terme.
- Les liens externes sont à placer uniquement dans une section « Liens externes », à la fin de l'article. Ces liens sont à choisir avec parcimonie suivant les règles définies. Si un lien sert de source à l'article, son insertion dans le texte est à faire par les notes de bas de page.
- La présentation des références doit suivre les conventions bibliographiques. Il est recommandé d'utiliser les modèles {{Ouvrage}}, {{Chapitre}}, {{Article}}, {{Lien web}} et/ou {{Bibliographie}}. Le mode d'édition visuel peut mettre en forme automatiquement les références.
- Insérer une infobox (cadre d'informations à droite) n'est pas obligatoire pour parachever la mise en page.

Pour une aide détaillée, merci de consulter Aide:Wikification.
Si vous pensez que ces points ont été résolus, vous pouvez retirer ce bandeau et améliorer la mise en forme d'un autre article.

La réserve régulière est la composante de la réserve militaire des forces armées britanniques dont les membres ont précédemment servi dans les forces « régulières » (professionnelles à temps plein). (Les autres composantes de la réserve sont les réserves de volontaires et les réserves sponsorisées). La réserve régulière se compose essentiellement d'anciens membres des forces régulières qui conservent une obligation légale de service et sont susceptibles d'être rappelés pour un service militaire actif « en cas de danger national imminent ou de grande urgence ». Elle se compose également d'un plus petit nombre d'anciens militaires de carrière qui servent dans le cadre d'un contrat de réserve à durée déterminée (de même nature que la réserve de volontaires) et sont tenus de se présenter, de s'entraîner et de se déployer dans le cadre d'opérations.
Depuis avril 2013, les publications du ministère de la Défense ne font plus état de l'ensemble des effectifs de la Réserve régulière, mais seulement des réservistes réguliers servant dans le cadre d'un contrat de réserve à durée déterminée. En 2014, les effectifs de la Réserve régulière s'élevaient à 45 110 personnes, dont environ 2 450 servaient aux côtés des militaires réguliers dans le cadre du service actif.

## la réserve régulière

### Army Reserve (des réguliers)

#### Historique
De la fin des guerres napoléoniennes jusqu'en 1847, les hommes étaient enrôlés pour vingt et un ans, pratiquement à vie. Par la suite, l'engagement est de dix ans, puis de douze ans. À la fin de leur engagement, les soldats avaient le choix entre accepter d'être libérés sans pension ou de s'engager pour accumuler 21 années de service. Après de nombreuses années sans autre métier que celui de soldat, plus de la moitié des soldats libérés choisissent de se réengager immédiatement. Parmi ceux qui ont accepté d'être libérés volontairement, un sur cinq s'est réengagé dans les six mois qui ont suivi.
Ce système d'enrôlement en vigueur dans l'armée Brittanique du 19e siécle produisait donc une armée de soldats expérimentés, voire vétérans, mais aucune classe de réserve susceptible d'être rappelée pour servir en cas d'urgence nationale. La leçon de la guerre franco-prussienne était la nécessité absolue d'une armée de réserve digne de confiance, composée d'hommes bien entraînés, en bonne santé et vigoureux. En vertu de la loi sur les forces de réserve de 1867, une « réserve militaire de première classe » avait été créée, composée de soldats libérés du service actif qui n'avaient pas achevé leur période de service, afin de disposer d'un effectif de 20 000 hommes en théorie. En pratique, en 1868, ce corps d'hommes ne comptait que 2 033 hommes . Cardwell, le secrétaire d'État à la Guerre, soumet donc au Parlement l'idée d'un « service court ». La loi de 1870 permet à un soldat de choisir de passer du temps dans la réserve après avoir servi sous les drapeaux. Cette loi de 1870 réduit la durée normale du service de 21 à 12 ans. Pour l'infanterie, les six premières années sont consacrées au service actif sous les drapeaux. La proportion du temps passé en service actif sous les drapeaux par rapport au temps passé dans la réserve est fixée de temps à autre par le secrétaire d'État à la guerre. 
Lors de son transfert dans la réserve de l'armée, pour le reste de ses 12 ans, le soldat est transféré à la section A ou à la section B, la section C étant intégrée à la section B en 1904. La section A est volontaire et limitée, chaque régiment d'infanterie ayant droit à une cinquantaine d'hommes. La section B est la destination normale pour le reste de l'engagement de 12 ans.
En 1881, dans le cadre des Réformes Childers, le service court est porté à sept ans pour les drapeaux et à cinq ans pour la réserve, sur la période d'engagement de douze ans introduite par les Réformes Cardwell,,. Cette réforme permet également aux soldats ayant effectué leur service à temps de prolonger de quatre ans leur service dans la réserve, bien qu'il s'agisse de la deuxième division, ou section D, de la réserve de première classe de l'armée,,. En 1900, les réservistes comptent environ 80 000 hommes entraînés, encore relativement jeunes et susceptibles d'être rappelés dans leurs unités à brève échéance en cas de mobilisation générale.
En août 1914, l'infanterie de ligne pouvait faire appel à 80 688 hommes de la réserve de l'armée, en plus de la réserve spéciale. Les soldats de la réserve de l'armée furent les premiers à être envoyés sous les drapeaux, la réserve spéciale venant en deuxième position. 60 % de l'infanterie était composée d'hommes rappelés de la réserve. L'histoire officielle note que les soldats de la réserve spéciale furent envoyés un mois après le début des combats, alors que la réserve de l'armée était déjà épuisée.

#### Au présent
Aujourd'hui, l'Army Reserve (Regular) de l'armée britannique se compose de réservistes réguliers servant dans le cadre d'un contrat de réserve à durée déterminée et est de loin la plus importante des réserves régulières des forces armées. En 2014, elle comptait 30 030 personnes et est divisée en deux catégories. La catégorie A est obligatoire, les anciens militaires de carrière étant automatiquement intégrés dans cette catégorie lorsqu'ils quittent le service régulier. La catégorie D est volontaire, pour les anciens militaires qui ne sont plus tenus de servir dans la catégorie A, mais qui souhaitent continuer, normalement jusqu'à l'âge de 55 ans. Les anciens militaires de ces deux catégories servent dans le cadre d'un contrat de réserve à durée déterminée.
La réserve de l'armée (régulière) est distincte et ne doit pas être confondue avec la force de réserve volontaire de l'armée britannique du même nom, l'Army Reserve.

### Royal Fleet Reserve

#### Historique
La Royal Navy s'est inspirée de la pratique de l'armée pour encourager ses hommes formés à rejoindre une réserve mobilisable en cas d'urgence. Les classes A et B de la Royal Fleet Reserve ont toutes deux été introduites en 1900 tandis que la Royal Fleet Reserve Class C en 1903. Une Royal Fleet Reserve Long Service and Good Conduct Medal a été mise en place à partir de 1922, en même temps que des récompenses similaires pour la Royal Naval Reserve et la Royal Naval Volunteer Reserve.
Lorsque la guerre éclate en 1914, il y a un excédent d'hommes. En conséquence, certains hommes de la Royal Fleet Reserve sont affectés en tant que des fusiliers marins à la Royal Naval Division, l'équivalent brittanique à la Brigade de fusiliers marins.

#### Au présent
La RFR, sous sa forme originale de groupe distinct de matelots formés, a cessé d'exister en vertu des règlements modifiés de la loi sur les forces de réserve (Reserve Forces Act) de 1996. Le successeur de la Royal Fleet Reserve est constitué d'anciens Réguliers, enrôlés depuis le 1er avril 1997, servant dans le cadre d'un contrat de réserve à durée déterminée. En 2014, ses effectifs s'élevaient à 7 960 personnes.

### Air Force Reserve
Comme dans l'armée, les aviateurs (Militaire du rang et sous-officiers) de la Royal Air Force  accomplissent le reste de leur contrat de 12 ans dans la réserve, après avoir été transférés dans la vie civile. La réserve de l'armée de l'air est composée d'anciens militaires de carrière servant dans le cadre d'un contrat de réserve à durée déterminée. En 2014, ses effectifs s'élevaient à 7 120 personnes.